# وينفريد آني فالنتاين
وينفريد آني فالنتاين (بالإنجليزية: Winifred Annie Valentine)‏ هي مُدرسة نيوزيلندية، ولدت في 1886، وتوفيت في 1968.